# Боднарчук Маріола Павлівна
Маріола Павлівна Боднарчук (нар. 23 березня 2002, Львів) — українська гімнастка. Чемпіонка та призерка чемпіонату Європи у групових вправах. Майстер спорту України міжнародного Класу.

## Кар'єра
До секції художньої гімнастики у спортивному клубі "Галичанка" у Львові привела мама, перший тренер — Родевич Христина Руславівна. У збірній України перебуває з 2016 року.
З 2017 року виступала у складі юніорської збірної України у групових вправах.
З 2018 року у складі дорослої збірної України.

#### 2020
На чемпіонаті Європи, що проходив у Києві, Україна, разом з Анастасією Возняк, Валерією Юзьвяк, Марією Височанською та Діаною Баєвою виграла вправу з п'ятьма м'ячами, срібло у вправі з трьома обручами та чотирма булавами та бронзу у груповому багатоборстві, а разом з юніорками Поліною Карікою, Каріною Сидорак та Меланією Тур здобули перемогу у командному заліку.

## Результати на турнірах
| Рік  | Змагання                          | Команда | ГП | 5 м'ячів | 3 обручі+4 булави |
| ---- | --------------------------------- | ------- | -- | -------- | ----------------- |
| 2020 | Гран-прі. "Кубок Дерюгіної". Київ |         | 1  | 1        | 1                 |
| 2020 | Чемпіонат України                 |         | 1  |          |                   |
| 2020 | Чемпіонат Європи                  | 1       | 3  | 1        | 2                 |
| 2021 | Кубок України. Дніпро             |         | 1  | 1        | 1                 |
| 2021 | Кубок світу. Ташкент              |         | 6  | 5        | 5                 |
| 2021 | Кубок світу. Баку                 |         | 5  | 7        | 4                 |
| 2021 | Чемпіонат України                 |         | 1  |          |                   |
| 2021 | Кубок світу. Пезаро               |         | 7  | 6        | 7                 |
| 2021 | Чемпіонат Європи                  |         | 6  | 7        | 6                 |
| 2021 | Гран-прі. Тель-Авів               |         | 2  | 2        | 2                 |

### Державні нагороди
- Медаль «За працю і звитягу» (8 березня 2021) — за значний особистий внесок у соціально-економічний, науково-технічний, культурно-освітній розвиток Української держави, зразкове виконання службового обов’язку та багаторічну сумлінну працю[9]